# 11. крупска лака пјешадијска бригада
Једанаеста крупска лака пјешадијска бригада је била пјешадијска јединица Војске Републике Српске, у саставу Другог крајишког корпуса. Зона одговорности ове јединице је била територија општине Српска Крупа, која је у периоду Одбрамбено-отаџбинског рата била у саставу Републике Српске. Према прелиминарним подацима у редовима 11. крупске лаке пјешадијске бригаде у протеклом Одбрамбено-отаџбинском рату борило се 2.810 бораца, њих 310 дало је животе за Републику Српску, а њих 946 је рањено.

## Састав и наоружање
Почетком јуна 1992. у свом саставу је имала око 1.300 људи. Тај број је нарастао на 2.150 почетком 1993. Бригада је у свом саставу имала: команду, команду стана, извиђачки вод, вод везе, вод војне полиције, три пешадијска батаљона, чету минобацача 120 mm, инжењеријску чету, лаки артиљеријско-ракетни вод ПВО, мешовити противоклопни вод и позадинску чету.
Од средстава ратне технике калибра преко 20 mm јединица је имала противавионске топове 20 mm, минобацаче 60, 82 и 120 mm и самоходна оруђа 76 mm.
Попуна материјалним средствима вршила се из магацина Територијалне одбране са подручја општине и делом од 10. корпуса ЈНА који се из Хрватске повукао на територију Бихаћа почетком 1992.

## Ратни пут
Ратни пут већина бораца Крупске бригаде је започела 1991 у резерви ЈНА на обезбеђењу аеродрома Жељава и даље у борбама против ЗНГ у Личким мјестима Раковица,Дрежник,Ваганац,Слуњ и Саборско гдје стичу огромно ратно искуство.Сам почетак сукоба у општини Босанска Крупа започео је једне априлске ноћи 1992 у селу Арапуша када муслиманска стража пуца на аутомобил са 3 србина и рањава једног.То је био знак за узбуну и Срби крећу у опкољавање села Арапуша,Залин,Дубовик и Јасеница.Након 3-4 дана преговора они су предали оружје и исељени су у колонома за Сански Мост.Сам град Крупу 21.4.92. јаким снагама нападају муслимани са насеља Алан и са лијеве обале Уне уз подршку јединица из Бужима и Кладуше и успијевају потиснути србске браниоце из центра града.У помоћ србској браћи долази "Мацолин" батаљон из Лушци Паланке гдје разбијају непријатеља и гоне га преко Уне.Сутра дан Хамзе поново прелазе и заузимају један дио центра Крупе али их србски борци разбијају и поново гоне преко Уне.Затим након 2 дана у једном јаком нападу србски борци успијевају очистити села Остружница,В.М.Бадић и Отока и ставити под своју контролу цијелу десну обалу ријеке Уне.
ВРС 11. крупска лака пјешадијска бригада је формирана крајем мјесеца априла, на територији општине Српска Крупа, дијелу бивше општине Босанска Крупа, који је ушао у састав Републике Српске. Од јула 1992. до маја 1995. године командант бригаде је био Јован Остојић. Бригада је за своје војне заслуге два пута одликована Орденом Немањића, што доказује да је бригада извршила све задатке због којих је формирана, те помагала својој браћи широм Републике Српске.
Бригада се бранила на десној обали реке Уне од Братића брда до села Грмуше. Поред своје зоне, учествовала је у борбеним дејствима и на другим деловима фронта ван зоне корпуса: јединица јачине чете учествовала је на фронту Власеница – Милићи - Хан Пијесак 1993. у операцији Церска. Дијелови бригаде учествују у операцији Лукавац 93 гдје у садејству са осталим јединицама ВРС заузимају градић Трново као и планине Игман и Бјелашницу.У операцији Звезда 94 у рејону Горажда дијелови крупске бр.учествују у правцу према фабрици муниције Победа гдје долазе до капија фабрике и бивају заустављени.На бихаћком ратишту у фебруару 94.Крупска бригада заједно са 17.Кључком ВРС и одредом Орлови Грмеча учествује у акцији Бараковац гдје ослобађа огромно подручје од села Грабеж па све до коте Бараковац која се налази неколико километара изнад града Бихаћа.У овој акцији 5.корпусу су насени страховити губици од 102.погинула муслиманска борца.У јесен 94.у акцији Грмеч 511.бригада 5.корпуса јаким напредовањем заузима села Грмуша и Радић па долазе 2 км до самог града,када их ИДВ 11.крупске ca joш интервентним водом полиције и неколицином бораца зауставља и одбацује на 4 км од центра Крупе гдје се успоставља линија одбране уз помоћ других јединица ВРС које су дошле у испомоћ.Да би у следећих неколико дана јуришни батољон хамза под командом р.изета нанића прешао на десну страну Уне и заузео село Остружница,гдје интервенише поново ИДВ 11.Крупске ВРС са још интервентним водом полиције и заустављају напредовање 505.бр и уз помоћ осталих јединца ВРС које су дошле у испомоћ затварају обруч и 505.остаје 12 дана у окружењу држећи мостобран и бранећи се од скоро свакодневних напада једица ВРС које су помагале 11.Крупској.У контра офанзиви ШТИТ под командом генерала Манојла Миловановића 505та се повлачи на лијеву страну обале уз 26 погинулих 147 рањених хамзи.Док код села Врањска креће офанзива здружених јединица ВРС и непријатељске бригаде 511 и 503 бивају потучене и враћене 15км на почетне положаје.Након ових борби 1.и3.батаљон 11.Крупске вођен извиђачким водом спроводи акцију Мостобран 1 гдје прелазе на лијеву страну Уне разбијају непријатеља,заузимају дијелове индустријске зоне и доминантну коту Кобиљњак.Неколико дана касније 1.бригада из Новог Града преузима овај мостобран да би 11.Крупска поново вођена извиђачима прешла ријеку Уни изнад града и направила још један један мостобран ушавши 4 км у дубину села Перна.Страховите и скоро свакодневне борбе су трајале на оба мостобрана,многе војне и полицијске јединице су држале положај и помагале Крупској ВРС да би доњи бивао повучен у мају а,горњи у јуну 95,тј након 5-8 мјесеци држања мостобрана.Циљ акција Мостобран 1 и 2 је био да се развуку снаге 5.корпуса и тиме помогне Аутономији.Интервентна чета 4.батаљона 11.Крупске и 1.батаљон Новске бр.учествују у подршци снагама Аутономне Покрајине Западна Босна у јулу 95,када 5.корпус изводи један јак напад преко села Дреново Тијесно и улази у Грмеч.Тада су тражене наше јединице да се повуку са аутономије и пребаце на Радић.Како су били добро увезани са снагама АПЗБ у држању линије одбране,команда НОЗБ доноси одлуку да се умјесто њих сакупе ударне групе из Бабиних бригада и пребаце преко Двора за Крупу.Њих око 250 под Легијином командом је стигло на Радић и у садејству са одредом Орлови Грмеча и осталим јединицама 2.кк у року од неколико дана разбијају и враћају непријатеља на почетне положаје.Након Нато удара и притиска да се рат у БиХ приведе крају 5.корпус 11.9.пролази не брањену линију у селу Хргар и напредује према Петровцу и Кључу гдје скоро цијели Грмеч бива не брањен осим на Крупском дијелу, гдје Крупска бригада уз помоћ ИДЧ и једног батаљона 6.санске и једне чете 1.новоградске остаје у полуокружењу и уз тешке борбе које су трајале 4-5 дана са тактичким повлачењем од мјеста напојиште-В.Радић-М.Радић-Врањска 16.9.почиње са извлачењем према Дубовику.Главнина снага извлачи се преко врела Крушнице према селу Пученик,један према Јасеници а, један дио преко Крупе и даље према Новом Граду напуштајући саму Крупу и сва села без борби.Новска бригада је 17.9.упутила 2.батаљон као испомоћ у рејон Дубовика али је и он повучен јер је 505.јако напредовала према Санском Мосту и 511.уз подршку других јединица 5.корпуса према Будимлић Јапри.Бригада се зауставља у Приједору и бива упућена у испомоћ 6.Санској у рејон Подвидаче гдје води борбе са 503.цазин и потискује их на линију Козин-Липник-до Лушци Паланка и формирају линију одбране.Тада пада Сански Мост и бригада се повлачи у шире подручје Будимлић Јапре и формира линију одбране у селима Дуге Њиве-Хадровци-Глушци-Оканова Буква и ту дочекује Дејтон.Са подручја опшине Босанска Крупа је погинуло 310 бораца,210 у Крупској бригади а остали по другим јединицама и разним несрећним случајевима.
Хвала свим борцима 11.Крупске ВРС који су дали своје учешће у одбрани србског народа Крупе а посебне заслуге борцима ИДВ.
Слава свима који положише своје животе,Амин.

## Послератни период
Општина Српска Крупа је након Дејтонског споразума изгубила велики дио територије, а на дијелу који је остао у Републици Српској, формирана је општина Крупа на Уни.

## Дан бригаде
Током априла мјесеца сваке године, у Доњем Дубовику, сједишту општине Крупе на Уни, код централног спомен обиљежја, обиљежавају се дани 11. крупске лаке пјешадијске бригаде, у организацији мјесне канцеларије Борачке организације и општине Крупа на Уни.